# RIKILT

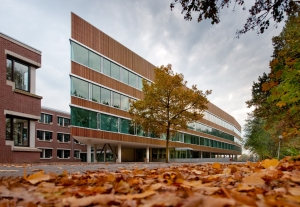
RIKILT in Wageningen

Het RIKILT was van 1975 tot 2019 een Nederlands instituut voor voedselveiligheid. De afkorting stond voor Rijks- Kwaliteitsinstituut voor Land-en Tuinbouwproducten. Het RIKILT maakte vanaf 1982 deel uit van de Dienst Landbouwkundig Onderzoek (DLO), die vanaf 1999 geleidelijk is opgegaan in Wageningen University & Research (WUR). In 2019 ging fuseerde het RIKILT met het laboratorium voor Voeder- en Voedselveiligheid van de Nederlandse Voedsel- en Warenautoriteit (NVWA) tot de nieuwe organisatie Wageningen Food Safety Research (WFSR).

## Activiteiten
Bij het RIKILT werkte ongeveer 200 mensen, van wie er zo'n 160 werkzaam zijn in de verschillende laboratoria. Het doet onafhankelijk onderzoek naar de veiligheid en betrouwbaarheid van voeding en diervoeders en werkt voor een groot deel in opdracht van de Nederlandse overheid (ministerie van Landbouw, Natuur en Voedselkwaliteit) en de Nederlandse Voedsel- en Warenautoriteit.
Voorbeelden van onderzoek bij RIKILT:
- Ontwikkeling van een "vingerafdruk" van een ei om biologische eieren te identificeren.[2]
- Voorkomen van nanodeeltjes in voeding en de invloed op de gezondheid.[3]
- Ontwikkelen van computerprogramma’s om giftige planten zoals Jacobskruiskruid op te sporen.
- Veiligheid van genetisch gemodificeerd voedsel.[1]
- Oorzaken van dioxinebesmettingen.
- Ontwikkelen van analysemethodes die het gebruik van proefdieren kunnen voorkomen.
- Onderzoek naar eventuele verhoogde radioactiviteit in Nederlandse land- en tuinbouwproducten ten gevolge van de kernramp van Fukushima.[4][5]

## Geschiedenis

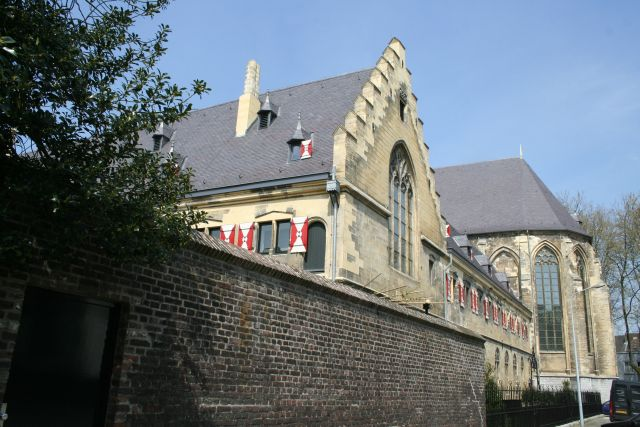
Voormalige Kruisherenklooster te Maastricht

Het RIKILT ontstond in 1975 door samenvoeging van het Rijkszuivelstation in Leiden (opgericht in 1903) en het Rijkslandbouwproefstation in Maastricht (opgericht in 1898 en destijds gevestigd in het voormalige Kruisherenklooster). De naam van het nieuwe instituut stond voor Rijks- Kwaliteitsinstituut voor Land-en Tuinbouwproducten (RIKILT). Inmiddels wordt die afkorting als eigennaam gehanteerd.
In 1971 was de landbouwkwaliteitswet tot stand gekomen en op het ministerie van LNV werd de beleidsdirectie Voedings-en Kwaliteitsaangelegenheden (VKA) opgericht. Het RIKILT was onderdeel van het ministerie en viel onder deze directie. Opdracht van het nieuwe instituut was hetzelfde te doen als in Maastricht en Leiden, maar minder dienstverlenend en routinematig en meer fundamenteel onderzoek te verrichten. Behalve melk en zuivelproducten, diervoeders en meststoffen moesten ook vlees, plantaardige producten enz. onderzocht worden.

### Stichting Wageningen Research
In 1982 ging het RIKILT, samen met andere instituten, deel uitmaken van de Dienst Landbouwkundig Onderzoek (DLO). Het RIKILT werd ondertussen ook het laboratorium van de Algemene Inspectiedienst (AID). In 1986 werd de operationele - en beheersverantwoordelijkheid voor het Landelijk Meetnet Radioactiviteit in Voedsel LMRV officieel door het Ministerie overgedragen aan het RlKILT. In datzelfde jaar bleek bij de kernramp van Tsjernobyl hoe belangrijk het was, dat het instituut zijn coördinerende rol bij het verzamelen van meetgegevens over radioactieve besmetting van land- en tuinbouwproducten adequaat kon uitvoeren. Intussen was veiligheid van land- en tuinbouwproducten en levensmiddelen maatschappelijk en politiek een belangrijk onderwerp geworden. In 2016 werd de Dienst Landbouwkundig Onderzoek samengevoegd met andere afdelingen, onder de naam Stichting Wageningen Research.

### Kwaliteitsprogramma Agrarische producten
De ontwikkeling van snelle, goedkope (screenings)methoden, het histologisch onderzoek, immunochemie en automatisering van analysemethoden kregen steeds meer aandacht. In 1992 begon RIKILT ook met het onderzoek naar kwaliteitssystemen in agrarische productieketens. De thema's van de onderzoekprogramma's waren: Risicoanalyse van hulpstoffen en productvreemde stoffen, surveillance en overdracht van hulpstoffen, milieucontaminanten, toxinen en micro-organismen, bewaking van de kwaliteit van land- en tuinbouwproducten en ontwikkeling van geavanceerde en snelle screeningsmethoden. Het Kwaliteitsprogramma Agrarische Producten (KAP) werd gestart. Vele analysedata op het gebied van residuen in agrarische producten afkomstig van diverse laboratoria, werden verzameld en in een geautomatiseerd gegevensbestand verwerkt. Deze databank biedt een belangrijke ondersteuning van het beleid op het gebied van het terugdringen van het voorkomen van residuen. In die tijd begon ook het onderzoek naar de biobeschikbaarheid en het werkingsmechanisme van gezondheidsbeschermende stoffen zoals flavonoïden en andere anti-oxidanten in levensmiddelen. Sinds 2010 is de risico-analyse middels een taakuitwisseling ondergebracht bij het RIVM.

### Nationaal referentielaboratorium
In 1993 werd het RIKILT door de EG aangewezen als nationaal referentielaboratorium voor residuen in vlees en vleesproducten en als nationaal referentielaboratorium voor melk- en zuivelproducten. DLO werd in 1999 verzelfstandigd en onderdeel van Wageningen University & Research centre en het was daarmee geen overheidsinstituut meer. Met DLO werden afspraken gemaakt over de onafhankelijke status van de units die wettelijke taken uitvoerden. Daarnaast betekende deze privatisering ook dat het RIKILT de markt op moest, met behoud van de status van onafhankelijk.
Begin van deze eeuw kreeg het onderzoek ten behoeve van risicoanalyse, normstelling en bepaling van genetisch gemodificeerde organismen in diervoeder (grondstoffen) en voedingsmiddelen veel aandacht. Ook bij het zich voordoen van kleine of grote calamiteiten werd het RIKILT op basis van zijn specifieke expertise en overheidstaken ingeschakeld. Zo werd het microscopisch onderzoek ingezet voor de controle op de aanwezigheid van diermeel in diervoeders in verband met de BSE-affaire. Bij de diverse dioxine-affaires verrichtte het RIKILT analytisch onderzoek.

### Wettelijke taken
In 2004 werd voor het uitvoeren van de wettelijke taken een uitvoeringsovereenkomst gesloten tussen het ministerie van LNV en het RIKILT. In deze overeenkomst werden ook afspraken gemaakt over het opzetten van een 24/7 incidenten organisatie waarin het RIKILT de overheid ondersteunt met advies en laboratorium onderzoek. In de jaren hierna werden hieraan ook calamiteiten taken in het kader van het BOT-mi (milieu incidenten) en het LLN-TA (terreur aanslagen). Voor de AID, sinds 2012 de Inlichtingen en OpsporingsDienst (IOD) van de Nederlandse Voedsel en Waren Autoriteit (NVWA), is het RIKILT nog steeds het controle- en forensisch laboratorium. Verder voert het RIKILT het diervoedercontrole programma uit voor de NVWA en een groot aantal andere analyses.

### RIKILT wordt Wageningen Food Safety Research
Op 1 juni 2019 is het RIKILT samengegaan met het laboratorium voor Voeder- en Voedselveiligheid van de Nederlandse Voedsel- en Warenautoriteit (NVWA) en zij gingen verder onder de naam Wageningen Food Safety Research (WFSR), onderdeel van Wageningen University & Research.